# USS Bancroft (DD-598)
USS Bancroft (DD-598) là một tàu khu trục thuộc lớp Benson của Hải quân Hoa Kỳ đã phục vụ trong suốt Chiến tranh Thế giới thứ hai. Nó là chiếc tàu chiến thứ ba của Hải quân Hoa Kỳ được đặt tên theo Bộ trưởng Hải quân George Bancroft (1800-1891).

## Thiết kế và chế tạo
Bancroft được đặt lườn tại xưởng tàu Fore River Shipyard của hãng Bethlehem Steel Company ở Quincy, Massachusetts vào ngày 1 tháng 5 năm 1941. Nó được hạ thủy vào ngày 31 tháng 12 năm 1941; được đỡ đầu bởi bà Hester Bancroft Berry, chắt của Bộ trưởng Bancroft, và được cho nhập biên chế vào ngày 30 tháng 4 năm 1942 dưới quyền chỉ huy của Hạm trưởng, Thiếu tá Hải quân J. L. Melgaard.

## Lịch sử hoạt động
Trình diện để hoạt động cùng Hạm đội Thái Bình Dương, Bancroft đi đến Dutch Harbor, Alaska vào ngày 17 tháng 9 năm 1942, và tiếp tục ở lại khu vực quần đảo Aleut cho đến cuối tháng 8 năm 1943, hỗ trợ cho việc chiếm đóng đảo Amchitka vào ngày 12 tháng 1; Attu từ ngày 11 tháng 5 đến ngày 2 tháng 6; và Kiska vào ngày 15 tháng 8.
Từ tháng 9 năm 1943 đến tháng 7 năm 1945, Bancroft hoạt động như một tàu hỗ trợ hỏa lực, hộ tống vận tải và tàu tuần tra trong các chiến dịch tấn công lên đảo Wake vào các ngày 5 và 6 tháng 10 năm 1943; Tarawa thuộc quần đảo Gilbert ngày 18 tháng 9 và từ 20 tháng 11 đến 6 tháng 12; Kwajalein thuộc quần đảo Marshall từ ngày 31 tháng 1 đến ngày 16 tháng 2 năm 1944; đảo san hô Mille, Marshall vào các ngày 17-18 tháng 3; Palau và Woleai từ ngày 29 tháng 3 đến ngày 2 tháng 4; Hollandia từ ngày 21 đến ngày 24 tháng 4; Truk-Satawan-Ponape vào các ngày 28-30 tháng 4; đảo san hô Wotje, Marshall ngày 23 tháng 5; Saipan từ ngày 25 tháng 6 đến ngày 22 tháng 7; đảo san hô Maloelap, Marshall ngày 8 tháng 8; quần đảo Philippine từ ngày 8 tháng 3 đến ngày 3 tháng 4 năm 1945; và Borneo từ ngày 1 tháng 5 đến ngày 5 tháng 7.
Từ tháng 9 đến tháng 11 năm 1945, Bancroft hộ tống các đoàn tàu vận tải đi lại giữa quần đảo Philippine, Okinawa và Nhật Bản. Đến ngày 9 tháng 12 năm 1945, nó về đến Norfolk, Virginia; và được cho xuất biên chế và đưa về lực lượng dự bị tại Charleston, South Carolina vào ngày 1 tháng 2 năm 1946. Nó bị bán để tháo dỡ vào năm 1973.

## Phần thưởng
Bancroft được tặng thưởng tám Ngôi sao Chiến trận do thành tích phục vụ trong Thế Chiến II.